# Бръснач на Ханлън
Бръснач на Ханлън (на английски: Hanlon's Razor) е твърдение за най-вероятните причини на човешките грешки: „Никога не търсете злонамереност в нещо, което може адекватно да бъде обяснено с глупост.“